# Zombi 2
Zombi 2 (alternativa titlar: Zombie Flesh Eaters och Zombie), italiensk film, skräckfilm/zombiefilm, från 1979.

## Handling
En båt driver iland i New York där levande döda upphittas. Dottern till båtens ägare reser till en ö i Karibien där man upptäcker att de döda vaknat till liv för att äta dem levande. 

## Rollista
- Tisa Farrow - Anne Bowles
- Ian McCulloch - Peter West (OBS! Inte sångaren i Echo & the Bunnymen!)
- Richard Johnson - Dr. David Menard
- Al Cliver - Brian Hull
- Auretta Gay - Susan Barrett
- Stefania D'Amario - Missey
- Olga Karlatos - Paola Menard

## Om filmen
Regisserad av Lucio Fulci, filmmanus av Elisa Briganti och Dardano Sacchetti (olistad). Musik av Fabio Frizzi och Giorgio Tucci. När filmen släpptes i Italien fick den titeln "Zombi 2" för att framstå som en uppföljare till Dawn of the Dead som hette Zombi i Italien, därav titeln på Fulcis film. Trots uppenbar "cash-in" på Dawn of the Dead, är det dock värt att nämna att manuset till Zombi 2 skrevs innan det till Dawn of the Dead. Fulci själv ska tydligen blivit rasande när han fick se affischerna. 